# Bufo eichwaldi
Bufo eichwaldi е вид жаба от семейство Крастави жаби (Bufonidae). Видът е уязвим и сериозно застрашен от изчезване.

## Разпространение
Разпространен е в Азербайджан.

## Описание
Популацията на вида е намаляваща.